# Out of the Box
Out of the Box es el primer disco como solista de la cantante estadounidense Jade Valerie. Salió poco después de que Jade dejara el proyecto Sweetbox, con el cual ya había grabado cinco álbumes de estudio. El disco ha logrado un vigesimoséptimo lugar en la lista Oricon de Japón.
Incluyendo sólo ocho canciones y siendo de apenas media hora de duración, Out of the Box es realmente un miniálbum. Ha salido en dos versiones, una con un DVD conteniendo el videoclip de Just Another Day.
El álbum, como la mayoría de los discos de Sweetbox, integra elementos de obras de la música clásica, aunque Jade también ha experimentado con nuevos estilos, por ejemplo Show Me es de más dance que sus canciones anteriores, mientras que Tuned Up se caracteriza por tener influencias de swing. El disco incluye la versión regrabada de Crush (la original fue un dueto con la cantante coreana Baek Ji Young). De las canciones que fueron escritas para el álbum no se incluyeron en la versión final Living by Numbers, The Last, Piece of Love, Struck, Ice Gold y Feel Alive; las tres primeras de estas al fin se incluyeron en su álbum consecutivo, Bittersweet Symphony, las demás son, por ahora, inéditas.
En Corea el álbum ha sido relanzado en 2008 sin unas canciones en cuyo lugar pusieron algunas de Bittersweet Symphony. Todas las canciones son de la autoría de Roberto Rosan y de Jade Valerie Villalon, excepto dos de la edición coreana que fueron tomadas de su segundo disco.

## Lista de canciones
| Edición japonesa | Edición japonesa                       | Edición japonesa |
| #                | Título                                 | Dur.             |
| ---------------- | -------------------------------------- | ---------------- |
| 1.               | Tuned Up                               | 3:39             |
| 2.               | Just Another Day                       | 3:17             |
| 3.               | Show Me                                | 3:16             |
| 4.               | Uh Lala                                | 3:05             |
| 5.               | Crush                                  | 3:08             |
| 6.               | Mr. Pay Me                             | 3:47             |
| 7.               | You Don’t Know Me                      | 3:04             |
| 8.               | Goodbye                                | 4:20             |
| Edición coreana  |                                        |                  |
| #                | Título                                 | Dur.             |
| 1.               | Tuned Up                               | 3:39             |
| 2.               | Just Another Day                       | 3:17             |
| 3.               | Uh Lala                                | 3:05             |
| 4.               | You Don’t Know Me                      | 3:04             |
| 5.               | Crush                                  | 3:08             |
| 6.               | Show Me                                | 3:16             |
| 7.               | Razorman                               | 3:44             |
| 8.               | Like a Bird (Geo’s Mix)                | 3:15             |
| 9.               | Empty Pages                            | 3:18             |
| 10.              | Lucky Lady                             | 3:15             |
| 11.              | We Can Run                             | 3:41             |
| 12.              | Undone                                 | 4:11             |
| 13.              | Stuck                                  | 3:43             |
| 14.              | The Last                               | 3:23             |
| 15.              | You Don’t Know Me (feat. Kim Dong Wan) |                  |

- Datos: Q518307